# Mactra
De strandschelpen zijn in zee levende tweekleppige weekdieren. Het genustype is Mactra stultorum stultorum (Linnaeus, 1758) (Grote strandschelp, afbeelding rechtsboven).

## Beschrijving

### Schelpkenmerken
De schelp is betrekkelijk dunschalig en driehoekig ovaal tot eirond van vorm. De top ligt vrijwel in het midden. De buitenkant is glad en glanzend met alleen fijne groeilijntjes. Er is een heterodont slot met in de linkerklep drie cardinale en twee laterale tanden en in de rechterklep twee cardinale en vier laterale tanden. De laterale tanden zijn glad en niet zoals bij het verwante geslacht Spisula gegroefd. Er is een zwakke slotband en een inwendige ligamentprop direct onder de top. Deze prop is aanwezig in een driehoekig veld dat centraal in het slot gelegen is.

### Grootte
Lengte tot 65 mm, hoogte tot 50 mm.

### Voorkomen
Mactra komt wereldwijd voor en leeft vooral in betrekkelijk ondiep water in een meestal zandige bodem, vanaf de laagwaterlijn tot enkele tientallen meters waterdiepte.

## Soorten (selectie)
- Mactra abbreviata Lamarck, 1818
- Mactra achatina Holten, 1802
- Mactra acutissima Cosel, 1995
- Mactra aequisulcata Sowerby III, 1894
- Mactra alta Deshayes, 1855
- Mactra angolensis Cosel, 1995
- Mactra antiquata Spengler, 1802
- Mactra aphrodina Reeve, 1854
- Mactra artensis Montrouzier Fischer, 1859
- Mactra australis Lamarck, 1818
- Mactra californica Conrad, 1837
- Mactra chinensis Philippi, 1846
- Mactra cordiformis Reeve, 1854
- Mactra crossei (Dunker, 1877)
- Mactra cumingii Reeve, 1854
- Mactra cuneata Gmelin, 1791
- Mactra cygnus Gmelin, 1791
- Mactra deshayesi Mayer, 1867
- Mactra discors Gray, 1873
- Mactra dissimilis Reeve, 1854
- Mactra dolabriformis (Conrad, 1867)
- Mactra eburnea Philippi, 1849
- Mactra eximia Reeve, 1854
- Mactra fragilis Gmelin, 1791
- Mactra fuegiensis E. A. Smith, 1905
- Mactra gigas Nowell-Usticke, 1969
- Mactra glabrata Linnaeus, 1767
- Mactra glauca Born, 1778 (Brede strandschelp)
- Mactra grandis Gmelin, 1791
- Mactra guidoi Signorelli & F. Scarabino, 2010
- Mactra inaequalis Reeve, 1854
- Mactra incarnata Reeve, 1854
- Mactra incerta E. A. Smith, 1885
- Mactra inconstans Cosel, 1995
- Mactra iridescens Kuroda & Habe in Habe, 1958
- Mactra isabelleana d'Orbigny, 1846
- Mactra jacksonensis E. A. Smith, 1885
- Mactra kanakina S. M. Souverbie, 1860
- Mactra largillierti Philippi, 1849
- Mactra lilacea Lamarck, 1818
- Mactra luzonica Reeve, 1854
- Mactra maculata Gmelin, 1791
- Mactra marplatensis Doello-Jurado, 1949
- Mactra micronitida Cosel, 1995
- Mactra mitis Reeve, 1854
- Mactra murchisoni Deshayes, 1854
- Mactra nauta Gould, 1851
- Mactra nipponica Kuroda & Habe in Kuroda & al., 1971
- Mactra nitida Spengler, 1786
- Mactra ochracea Martens, 1880
- Mactra olorina Philippi, 1846
- Mactra opposita Reeve, 1854
- Mactra ordinaria (E.A.Smith, 1898)
- Mactra ovata (Gray, 1843)
- Mactra petitii d'Orbigny, 1846
- Mactra pulchella Philippi, 1846
- Mactra pura Reeve, 1854
- Mactra pusilla A. Adams, 1856
- Mactra quadrangularis Reeve, 1854
- Mactra queenslandica E. A. Smith, 1914
- Mactra quirosana Hodson, 1931
- Mactra rochebrunei Jousseaume Lamy, 1916
- Mactra rostrata Spengler, 1802
- Mactra sauliana Gray, 1838
- Mactra semistriata Reeve, 1854
- Mactra sericea Reeve, 1854
- Mactra silicula Reeve, 1854
- Mactra stultorum (Linnaeus, 1758) (Grote strandschelp)
  - Mactra stultorum cinerea (Montagu, 1808)
  - Mactra stultorum plistoneerlandica  (Van Regteren Altena, 1937) (Pleistocene strandschelp)
  - Mactra stultorum stultorum (Linnaeus, 1758)
- Mactra thaanumi Dall, Bartsch & Rehder, 1938
- Mactra tristis (Reeve,1854)
- Mactra turgida Gmelin, 1791
- Mactra violacea Gmelin, 1791
- Mactra vitrea Gray,1837
- Mactra westralis Lamprell & Whitehead, 1990

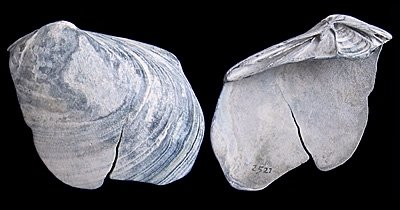
Mactra glauca (fossiel exemplaar)
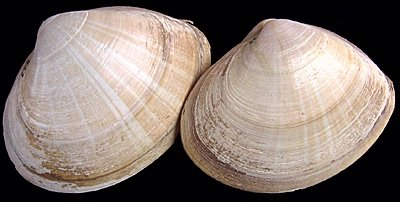
Grote strandschelp (Mactra stultorum cinerea)